# Bolbochromus celebensis
Bolbochromus celebensis es una especie de coleóptero de la familia Geotrupidae.

## Distribución geográfica
Habita en Célebes (Indonesia).